# Chris Hani (district)
Chris Hani is een district in Zuid-Afrika.
Chris Hani ligt in de provincie Oost-Kaap en telt 795.461 inwoners. Het district is vernoemd naar Chris Hani, de oud-voorzitter van de Zuid-Afrikaanse Communistische Partij.

## Gemeenten in het district[4]
- Emalahleni
- Engcobo
- Inkwanca
- Intsika Yethu
- Inxuba Yethemba
- Lukhanji
- Sakhisizwe
- Tsolwana